# Kriza na granici između Belizea i Gvatemale 2016.
Kriza na granici između Belizea i Gvatemale 2016. započela je kada su belizejski vojnici smrtno ustrijelili 13-godišnjeg Gvatemalca u području Cebada u Nacionalnom parku Chiquibul u zapadnom Belizeu, u blizini granice s Gvatemalom.

## Događaji
Gvatemalske vlasti su tvrdile da su Julio René Alvarado Ruano, njegov otac i njegov mlađi brat ustrijelili belizejski vojnici 20. travnja 2016. dok su bili u lovu u šumi Belizea u blizini sjevernog departmana Petén. Julio je ubrzo nakon toga preminuo u bolnici od težine zadobivenih rana, dok su mu otac i brat ranjeni, ali ne kritično. U drugoj verziji događaja, Belize kaže da su njegovi vojnici pucali u samoobrani nakon što su na njih pucali dok su bili u patroli, te dodaje da je Juliovo tijelo pronađeno unutar teritorija Belizea.
Belizejska vlada je u priopćenju ustvrdila da su, prema prvim izvješćima, njezine sigurnosne snage istraživale ilegalno krčenje zemlje u području Cebada u Nacionalnom parku Chiquibul u zapadnom Belizeu kada su uhitili Gvatemalca osumnjičenog za nezakonite aktivnosti. Rečeno je da se patrola našla pod vatrom oko noći i da je uzvratila u samoobrani. Prije nego što su napustili mjesto unutar teritorija Belizea, vojnici su pronašli tijelo tinejdžera, koje je odvezeno u Belize City na obdukciju. Gvatemalsko ministarstvo vanjskih poslova priopćilo je da je autopsija provedena u Belizeu utvrdila da je tinejdžer upucan osam puta, uključujući četiri puta u leđa, iz vojne puške velike snage.
Kao odgovor na pucnjavu, gvatemalska vlada naredila je raspoređivanje 3000 vojnika duž svoje granice, uključujući postrojbu specijalnih snaga poznatu kao Kaibiles, i opozvala svog veleposlanika u Belizeu.[nedostaje izvor]